# Tatsuki Noda
Tatsuki Noda (født 2. april 1998) er en japansk fodboldspiller, som spiller for den japanske fodboldklub Vissel Kobe.